# Radical chic (singolo)
Radical chic è un singolo del gruppo musicale italiano Il Pagante, pubblicato il 19 ottobre 2018 ed estratto dall'album in studio Paninaro 2.0.

## Descrizione
La canzone viene scelta come traccia numero otto del secondo lavoro discografico del trio che porta il titolo di Paninaro 2.0, pubblicato da Believe il 21 settembre 2018. Il 18 ottobre viene pubblicato sui social del gruppo un fotogramma di un nuovo videoclip che il giorno dopo si scopre essere Radical chic. Infatti, quest'ultimo il 19 ottobre esce come singolo, di cui viene registrato anche un videoclip per la regia di Andrea Gallo, persona da cui nasce l'idea per le riprese. Tra le ispirazioni per la clip c'è il singolo Che idea! del gruppo italiano Flaminio Maphia, nella parte in cui la band scherza sulla musica indie. All'interno del video ci sono riferimenti a diversi video come Oroscopo di Calcutta, La musica non c'è di Coez, Questa nostra stupida canzone d'amore dei Thegiornalisti, Fotografia di Carl Brave, Cratere di Frah Quintale e Da sola/In the Night dei produttori Takagi & Ketra. I luoghi utilizzati per le riprese sono: Art Hotel Navigli, Club Decò, Circolo Arci Bellezza, Cottage Sabaudia, Giardini pubblici Indro Montanelli, Liceo classico Giuseppe Parini, Macha Cafè, Tennis Club Corvetto e Stadio Giuseppe Meazza.
Nel testo si raccontano le vicende di un ragazzo, giovane milanese nonché definito "pagante" che si invaghisce di una ragazza radical chic, ossia una persona che vuole risultare in ogni occasione colta, ma che si innamora di ragazzi non del suo contesto sociale.
Agli inizi di novembre del 2018 il brano si classifica alla posizione numero dodici della Indie Music Like. Inoltre, arriva quarto nella graduatoria mensile del portale web themusicblog.eu.

## Accoglienza
Il brano viene definito "uno dei più irriverenti" del disco Paninaro 2.0 e "sarcasmo totale e romantico su un termine di cui il web spesso abusa" da Nicola Lombardo per il sito nonsensemag.it. Per il portale web raphaolic.com, Radical chic è insieme a La triste storia dei ragazzi di provincia e Il mezzo le canzoni che "sposano di più questo progetto", in riferimento all'album. Secondo lo stesso articolo, "non convince il drop, troppo morbido, specie se paragonato a quello pur simile di Dress Code, non convince la scelta delle parole. Si poteva costruire Radical Chic prendendo a modello Too Much [...]".

## Formazione

### Gruppo
- Roberta Branchini - voce
- Federica Napoli - voce
- Eddy Veerus - voce

### Produzione
- Big Fish, Andrea Piraz - produzione